# Cerkiew św. Męczennika Dymitra w Binczarowej
Cerkiew pod wezwaniem św. Męczennika Dymitra w Binczarowej – cerkiew (obecnie kościół katolicki) zlokalizowana we wsi Binczarowa (powiat nowosądecki).

## Historia
Cerkiew w stylu zachodniołemkowskim, zbudowana w 1760 jako świątynia greckokatolicka. W 1797 i 1879 przeszła remont. W okresie międzywojennym została oddana społeczności prawosławnej i odnowiona w 1927, po II wojnie światowej kościół rzymskokatolicki, ponownie remontowany w latach 1966-67, oraz odnawiany w latach 2009-10.
Cerkiew jest jednym z 237 obiektów znajdujących się na Szlaku architektury drewnianej w Województwie Małopolskim.

## Architektura
Cerkiew jest jednonawowa, trójdzielna, z dostawioną wieżą konstrukcji słupowo-ramowej, z nadwieszoną izbicą. Wieża przykryta jest hełmem, nad nawą i prezbiterium położone są baniaste sygnaturkowe wieżyczki. Całość prezbiterium i nawy przykryta została łamanymi kopułami namiotowymi. 
Wyposażenie wnętrza składa się z polichromii figuralnej z 1549 i 1649, ikonostasu z XVIII wieku (uzupełnianego w wieku XIX) oraz ołtarzy bocznych z XVIII wieku z obrazami Najświętszej Marii Panny Pokrownej i Ukrzyżowania. Część polichromii została wykonana w czasie remontu w 1927. 
Obecnie cerkiew pełni rolę kościoła parafialnego parafii św. Stanisława Biskupa Męczennika w Binczarowej (Dekanat Grybów).

## Galeria

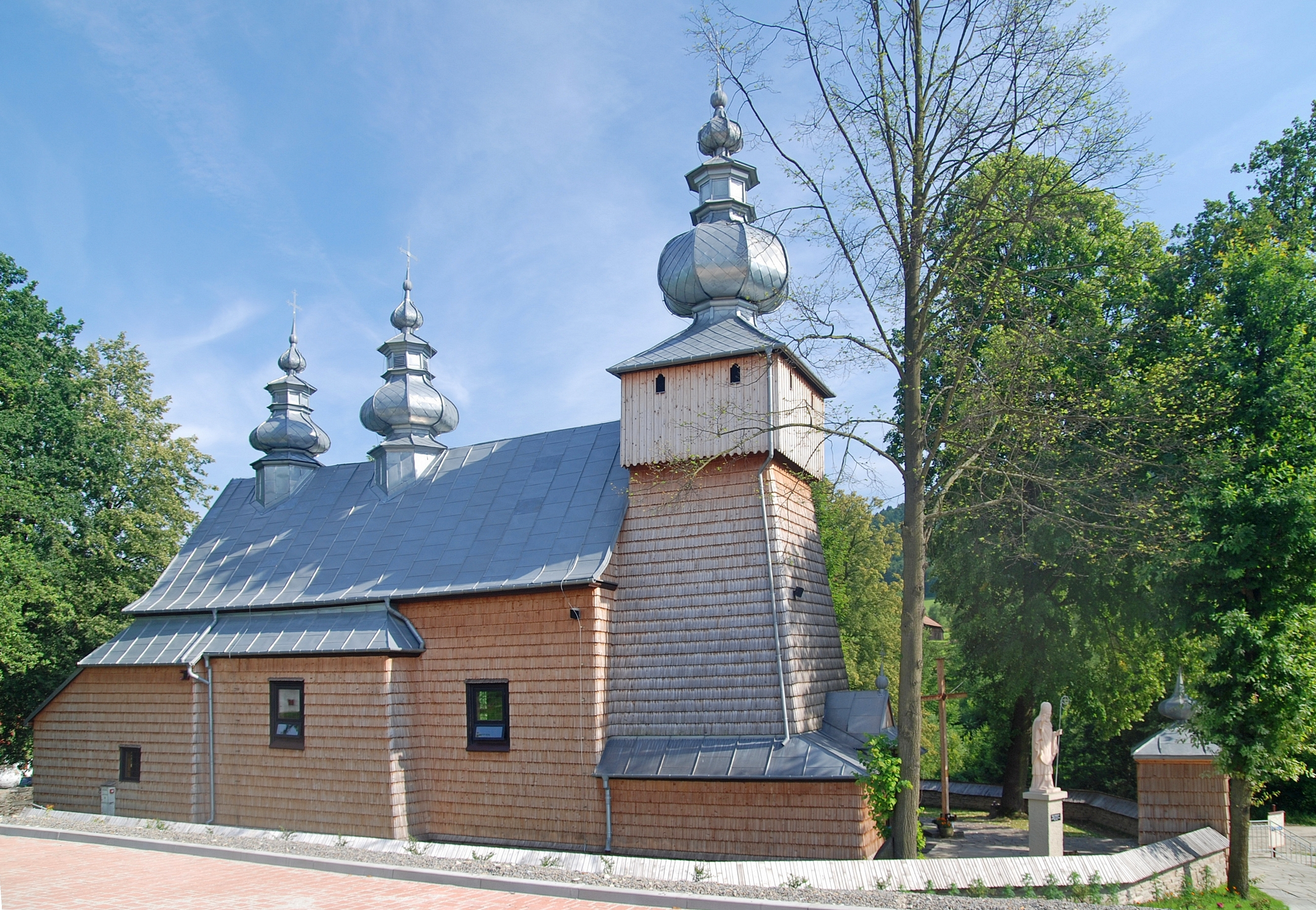
Widok od strony północnej
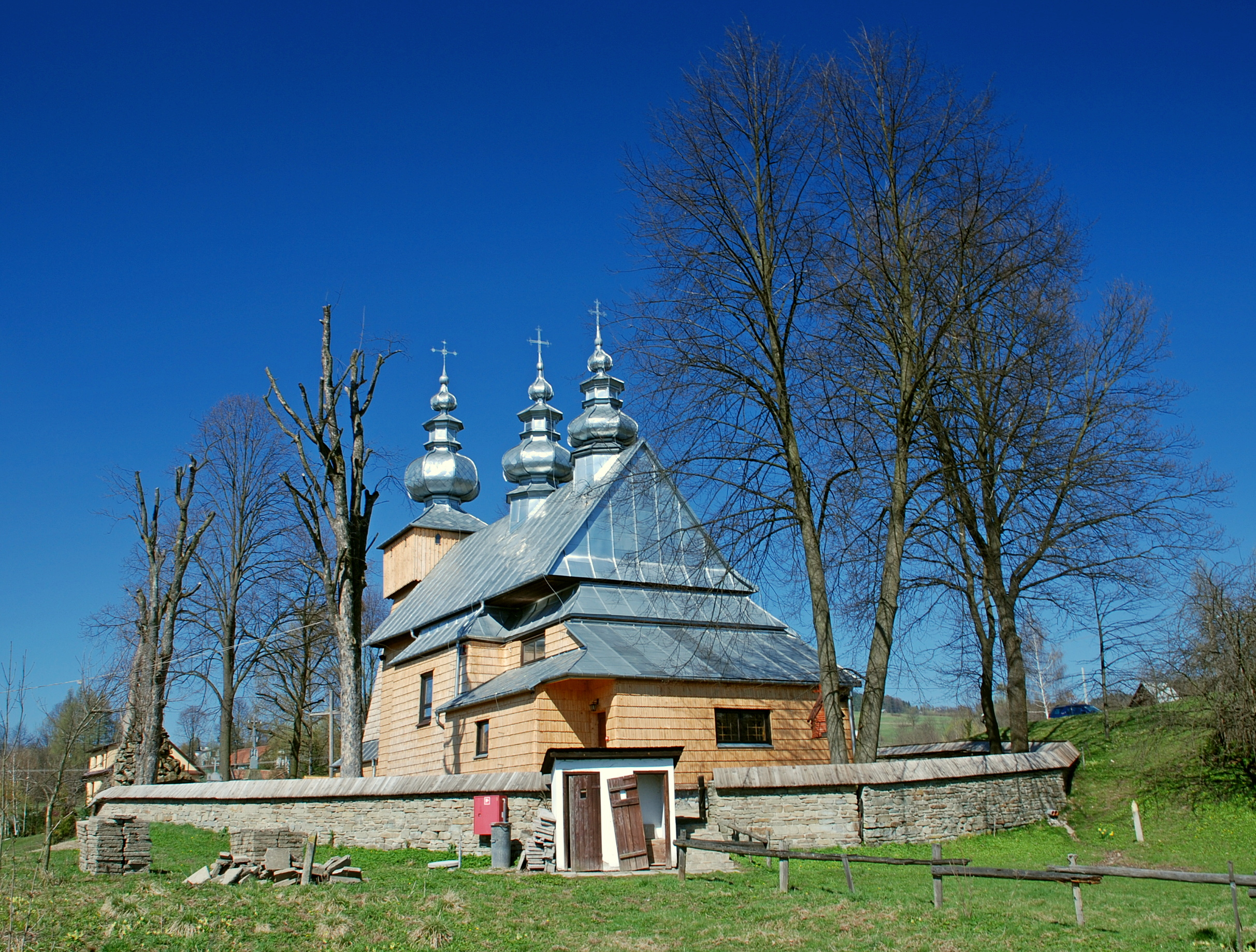
Widok od strony prezbiterium
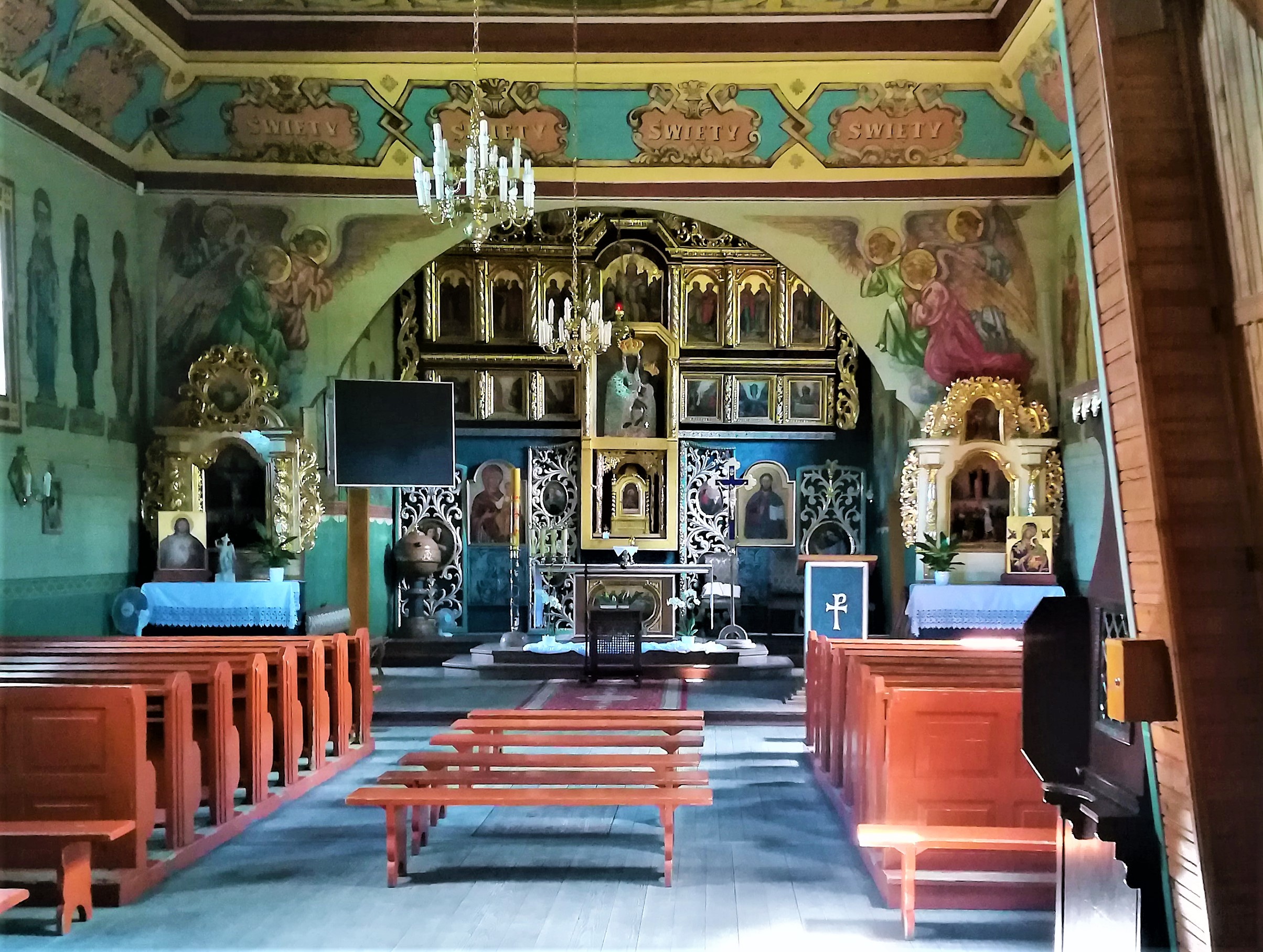
Wnętrze